# Swallow the Sun
Swallow the Sun es una banda de death/doom melódico formada en la primavera del año 2000 en torno a Juha Raivio. Junto a Pasi Pasanen tocan en el Plutonium Orange, y graban un par de temas, apareciendo uno de ellos Through Her Silvery Body en su primera demo Out of This Gloomy Light.
En 2001, Markus Jämsen, a quien conocían Raivio y Pasanen de anteriores bandas, se les une como segundo guitarrista y Mikko Kotamäki de Funeris Nocturnum como vocalista.
Con unas pocas nuevas canciones comienzan a buscar para cubrir las plazas de bajo y teclado. La búsqueda no es muy larga Aleksi Munter y Matti Honkonen, también de Funeris Nocturnum, se unen a la banda tras su primer ensayo.
En la primavera de 2002 preparan los temas para una demo que comienzan a grabar en enero de 2003 en los Sam's Workshop con producción de Sami Kokko.
Unos meses después firman contrato con Firebox Records y entran en
estudio a finales de julio de 2003. Durante tres semanas graban el que
será su disco de debut Morning Never Came.
En febrero de 2005 editan su segundo disco, Ghosts of Loss. Su
sencillo Forgive Her alcanza el cuarto puesto en el Top 20 de sencillos
finlandés en su primera semana y permanece en lista durante cinco
semanas más. El disco alcanza el puesto n.º 8 entre Gwen Stefani y
System of a Down.
En el año 2006 firman con Spinefarm Records y realizan su primer tour europeo.
En enero de 2007 publican su tercer disco Hope que incluye una
versión de Timo Rautiainen & Trio Niskalaukaus, cantada por Tomi Joutsen,
el nuevo frontman de la banda finlandesa Amorphis. En el disco
también aparece como invitado Jonas Renkse de Katatonia.
Debuta en el puesto n.º 3 de ventas.

## Miembros
- Matti Honkonen – bajo
- Markus Jämsen – guitarra
- Mikko Kotamäki – voz
- Aleksi Munter – teclados
- Juha Raivio – guitarra
- Kai Hahto – batería

## Discografía
| Año  | Título                                 | Discográfica          | Formato |
| ---- | -------------------------------------- | --------------------- | ------- |
| 2003 | Out of This Gloomy Light               |                       | maqueta |
| 2003 | The Morning Never Came                 | Firebox Records       | CD      |
| 2005 | Ghost of Loss                          | Firebox Records       | CD      |
| 2005 | Forgive Her                            | Firebox Records       | single  |
| 2007 | Hope                                   | Spinefarm Records     | CD      |
| 2008 | Plague of Butterflies                  | Spinefarm Records     | EP      |
| 2009 | New Moon                               | Spinefarm Records     | CD      |
| 2012 | Emerald Forest and the Blackbird       | Spinefarm Records     | CD      |
| 2015 | Songs from the North I, II & III       | Century Media Records | CD      |
| 2019 | When a Shadow Is Forced into the Light | Century Media Records | CD      |